# 金城戰役
金城戰役，又稱金城反擊戰、1953年夏季戰役第三階段，是朝鮮戰爭后期進行的戰役，自1953年7月13日至27日停戰協定簽字止，歷時15天。這場戰役是中國人民志願軍渡過鴨綠江以來進行過唯一戰役規模的陣地進攻作戰，同時也是一次中國人民志願軍擁有炮火優勢的戰役。
這場戰役起因在於朝鮮停戰談判中，由於李承晚拒絕簽字，同时拒绝釋放約2.7萬名中朝聯軍俘虜，因此中朝方面無法與聯合國軍達成共識。最終，為了懲罰李承晚不肯簽字，中國人民志願軍決定針對金城地區發動大規模攻勢，這場攻勢也是中國在朝鮮戰爭中進行最後一場大規模攻勢，面對聯合國取得勝利。志愿军在此战役中並將戰線向南推進纵深10公里，並认为直接導致停戰協定簽署。

## 背景
1953年2月22日，克拉克致信金日成與彭德怀，建議雙方交換傷病戰俘:211。
3月22日，当时在莫斯科的周恩來與马林科夫等苏联领导人商谈后，致電毛澤東：「蘇方提議的中心思想，即是準備在戰俘問題上求得妥協，以掌握和平主動權。解決方案，是利用克拉克的文件，由金、彭出面答以同意根據日內瓦公約一〇九條，雙方先行交換戰俘，其不願回者暫交中立國，並恢復板門店談判解決問題。然後由中朝雙方當局分別聲明，主張戰俘按分類辦法遣返，要求立即遣返，其餘則交由指定的中立國（如印度或其他國，視情況再定），保證其得到公正解決。蘇聯外長跟著發表贊助聲明，然後蘇聯在聯合國代表即作同樣活動。」:181
3月28日，金日成、彭德懷覆函克拉克，同意交換病傷戰俘，並建議立即恢復談判:182。
3月30日，周恩來代表中國政府發表《關於朝鮮停戰談判問題聲明》，提出經中國和朝鮮政府共同研究建議：「談判雙方應保證停戰後立即遣返其所收容一切堅持遣返的戰俘，而將其餘戰俘轉交中立國，以保證對他們遣返問題的公正解決。」:182-183
4月6日，朝鮮和中國方面聯絡官朝鮮人民軍李相朝少將與聯合國軍方面聯絡官美國約翰·C·丹尼爾海軍少將就雙方遣返傷病戰俘問題舉行會談，4月7日雙方交換傷病戰俘估計人數，
4月11日，完全達成協議:212。4月中旬，毛澤東向鄧華提出：「爭取停、準備拖。而軍隊方面則應作拖的打算，只管打，不管談，不鬆勁，按原計劃進行」:183。
4月23日，毛澤東對鄧華舉行關於夏季戰役反擊意見批語：「至於停戰得早，或不要打以利談判，則可於五月間適當時機再決定。」:183
4月24日，李承晚轉告艾森豪，如果達成允許志願軍留在鴨綠江以南之任何協議，他就決定將韓國軍隊退出聯合國軍，在必要時繼續單方面作戰:184。
4月26日，朝鮮停戰談判恢復，南日將軍提案遭到聯合國軍首席談判代表哈里森拒絕；
5月7日，朝鮮和中國方面再次提出解決遣俘問題八項提案：一切堅持遣返戰俘，予以直接遣返，其餘不直接遣返之戰俘，全部交給印度、波蘭、捷克斯洛伐克、瑞典五國組成中立國遣返委員會接管:215。双方因战俘问题再次在谈判桌上陷入僵局。
6月8日，朝鲜停战谈判关于战俘问题达成协议。至此，朝鲜停战谈判各项议程已全部达成协议。6月中旬重新校订军事分界线工作基本完成，谈判双方即将签订停战协定。但韩国以“就地释放”为名，强行扣留朝鲜人民军被俘人员2.7万余名（含志愿军被俘人员50名），并且宣称韩国准备单方面继续打下去，企图破坏停战。为实现稳定可靠的停战，志愿军司令员兼政治委员彭德怀于6月20日建议，推迟停战协定签字时间，再给韩军一次打击。毛泽东于21日指示：停战签字必须推迟。再给南韓军予以打击，极为必要。志愿军决定以金城以南地区的南朝鲜军部队为主要目标，发起战役並狠狠打击南韓军，确保停战顺利实施和停战协定落实。

## 過程
此戰役志願軍集中20兵團的第21、54、60、67和第68軍及第24軍，總兵力達24萬人，同時集中1360門火炮，形成强大進攻力量，在金城以南—牙沈里至北漢江間22公里地段上對韓國第3、6、8、9四個師展開進攻。其中，7月14日凌晨，志願軍第203師609團第2營和第607團偵察班組成作戰支隊，穿過韓軍的炮火封鎖區，摧毀了位于二青洞（利川洞）的韓軍首都師（猛虎師）第1團（有来源称“韩国首都师第一骑兵团）團部，是該戰役最經典戰例，由于在此團部繳獲一面綉有白虎圖案旗幟而聞名為“奇襲白虎團”。至7月16日下午時分，志願軍戰線已向南擴展192.6平方公里，達到既定目標。與此同時，部分韓軍陣地由美軍及韓軍預備隊接防，從16日開始，美軍第3師、韓軍第5、7、11師及3、6、8、9四個師殘餘部隊向志願軍連續反擊，截至7月27日停戰11天裏，志願軍第20團打退美軍和韓軍連續反擊一千余次，韓軍攻占白岩山、黑雲吐嶺等地點，但其余由志願軍占領的阵地仍为志愿军第20团牢固控制。

## 志愿军参战序列
- 第20兵团：
- 15个师200,166人，
- 炮兵7个团另14个营3,677门炮，
- 工兵6个营47套门桥2套制式浮桥，20辆坦克。杨勇，王平，郑维山
  - 西集团：57362人，905门炮。68军代理军长宋玉琳
    - 第68军第203师 杨栋梁師長
    - 第68军第204师 曹玉清師長
    - 第54军130师
    - 第135师野炮营
    - 第199师野炮营
    - 第198师炮兵团
    - 第200师2个榴炮连
    - 第130师山炮营
    - 第134师山、野炮各1个营
    - 第135师山炮营
    - 第203师山炮营
    - 坦克第3师炮兵团1个营又1个
    - 炮兵第2师第30团第1营
    - 炮兵第7师第20团第1连
    - 炮兵第21师第201团（132火箭炮）
    - 炮兵第404团第2营（用于反坦克的加农炮）
    - （高射）炮兵第601团、高射炮第49营、第50营、第135师独立高炮营
    - 工兵第4团2个营
    - 坦克独立第2团1个连、57防坦克炮兵1个营

  - 中集团：82068人，1598门炮。67军邱蔚軍長
    - 第67军第199师
    - 第67军第200师
    - 第67军第201师
    - 第68军202师（欠605团）
    - 第54军第135师
    - 第201师野炮营
    - 第199师山炮连
    - 第200师山炮连
    - 第201师山炮连
    - 第196师炮团第3营
    - 炮兵第2师第29团2，3营
    - 炮兵第2师第28团1，3营
    - 炮兵第7师第41团
    - （火箭炮）炮兵第21师第207团
    - （高射）炮兵第607团，高射炮第22，45，46，47营
    - 工兵第10团，第20团各1个营
    - 坦克独立第2团1个连，57毫米防坦克歼击炮1个营

  - 东集团：47236人，877门炮
    - 第60军第179师
    - 第60军第180师 第二梯队
    - 第60军第181师 第一梯队
    - 第202师605团
    - 第60军野炮团
    - 炮兵第7师第20团第1，2营
    - 第179师山炮营
    - 第180师山炮营
    - 第181师山炮营
    - 第33师1个榴炮连
    - 第196师炮团第2营
    - 高射炮兵第48，53营
    - 工兵第10，第18团各1个营

  - 预备队
    - 54军134师：13500人，297门炮
- 第21军：49051人，1055门炮 军长吴咏湘。为志愿军总预备队。
- 第24军：49513人，1120门炮 军长张震。进攻当日控制乐上、下九片公路，保障了20兵团右翼安全。
- 志后前方指挥所：吴先恩司令员（志后副司令员兼），调派10个汽车团2000台汽车赶运1.5万吨作战物资。

## 结果与评价
美军方面的来源评价称，在戰爭的最後一周，韓國第二軍艰难地在中国志願軍的輕微壓力下守住了錦松江線。儘管反攻取得了勝利，但中國人已經消除了金城突出部並在中央戰線上将他們的陣線拉直。他們的滲透範圍大約為6英里（约10公里），他們的進攻切斷並瓦解了許多面對他們的韓國部隊。韓國和美國投入了 9 個師阻擊和反擊中國的進攻，並收復部分失地。中國人高调宣布自己的軍事勝利，另一方面，中国志願軍付出的代價非常高；據第八軍估計，在他們的突破和後續行動中，志願軍傷亡人數超過 28,000 人。时任联合国军司令的克拉克將軍事後評論說：“在我看來毫無疑問，共產黨進攻的主要原因之一，如果不是唯一的原因，就是給韓國迎頭一擊，讓他們和世界知道‘北上’— 【李承晚堅持要繼續的戰爭】，是說起來容易做起來難:477。在中国大陆出版的书籍中，这段话翻译为“在我看來，這場共產黨的進攻（即金城戰役）最重要的或者是唯一的意義，是給大韓民國一個響亮的耳光，並以此向韓國人和世界宣誓—‘北進’（指李承晚試圖向北進軍統一朝鮮半島的計劃），做起來比說起來難！”
中国方面，中国共产党和中央军委发给志愿军总部的贺电中称，志愿军在金城东西30余里的正面同时进行突破，攻占纵深10公里约170平方公里阵地；仅自7月13日至7月18日5天中，共毙伤及俘虏韩军28,000余人，击溃韩军四个多师，给李承晚及韩军以严重的打击，有利配合了停战谈判，使志愿军在突破敌坚固设防地带的作战中获得了极宝贵的经验。另有中方战役后的总结称，金城战役连同正面其他各军和朝鲜人民军各军团的作战，共毙伤及俘虏韩军美军78,000余人，收复土地192.6平方公里，志愿军和人民军伤亡33,000余人，“敌我”伤亡对比2.3 : 1；此次战役促进了朝鲜停战的实现。

## 相關影視
2020年中國电影《金剛川》以此戰役為背景。

## 外部連結
- 李奇威回忆錄